# Hoveddimension (skib)
Et skibs hoveddimensioner anvendes ved beregning af blandt andet et fartøjs tonnagemålinger, deplacementsmålinger, lastelinjetildelinger og konstruktionsparametre, varierende  efter, hvilket regelsæt eller formål de anvendes  til og kan opdeles i tre hovedgrupper.

## Skibets dimensioner
- Længden i sommer-lastevandslinienmåles fra forkant af forstævn til agterkant af rorstævn, findes der ingen rorstævn måles længden til rorstammens akse medens skibe med krydsehæk beregnes til 96 %  af hele længden i sommer-lastevandslinien eller som  længden målt til forkant af forstævnen til rorstammens akse såfremt denne er størst.
- Bredden (moulded) er den største bredde midtskibs, målt på spanternes yderside.
- Dybden (moulded) er den lodrette afstand midtskibs fra kølens overkant til overkant af fribordsdækket.
- Dybden i last er den lodrette afstand fra undersiden af det øverste faste gennemgående dæk til inderklædningen målt i skibets diamentralplan. I skibe med dobbeltbund måles dybden til tanktoppen.
- Fribord er den lodrette afstand målt på skibssiden fra lastevandlinien til overkanten i borde af fartøjets fribordsdæk, målt midtskibs.

## Deplacementets dimensioner
- Længden mellem perpendikulærerne måles som afstanden  i konstruktionsvandlinjen mellem agterkant af forstævn og forkant af agterstævn (rorstævn) eller ved krydserhæk til rorstammens akse.
- Bredden måles udvendigt på spanterne i konstruktionsvandlinjen ved middelspantet.
- Dybgangen (middeldybgangen)  er den lodrette afstand fra konstruktionsvandlinjen til kølens overkant ved middelspantet, er den halve sum af dybgangen for og agter.
- Styrlastigheden (skibets trim) er forskellen mellem dybgangen agter og for.

## Kendingsmålene
Angivelser til brug i Danmarks Skibsliste.
- Længden måle på øverste faste gennemgående dæk fra forkant af forstævnen til agterkant af agterstævnen.
- Bredden måles hvor den er størst mellem yderfladerne af yderklædningen.
- Dybden er identisk med ovenfor, under skibets dimensioner, angivne parameter, Dybden i last.